# Klarup
Klarup es una localidad danesa perteneciente al municipio de Aalborg, en la región de Jutlandia Septentrional.
Tiene 4714 habitantes en 2017. Está considerada una localidad satélite de la ciudad de Aalborg ya que, aunque figura en los censos como localidad, realmente es un barrio periférico del este de la capital municipal.
Se conoce la existencia en el lugar de una granja llamada Klarupgaard desde el siglo XIII. La actual localidad se desarrolló en la primera mitad del siglo XX como poblado ferroviario, y tras el cierre de la estación en 1969 continuó más su desarrollo como barrio de Aalborg.
Se ubica en la periferia oriental de Aalborg junto a la Universidad de Aalborg, en la salida de la carretera 595 que une Aalborg con la costa del Kattegat.